# Oraczewice
Oraczewice (niem. Helmersruh) – wieś w Polsce położona w województwie zachodniopomorskim, w powiecie choszczeńskim, w gminie Choszczno. W latach 1975–1998 miejscowość administracyjnie należała do województwa gorzowskiego. W roku 2007 wieś liczyła 78 mieszkańców. Wieś wchodzi w skład sołectwa Sulino.

## Geografia
Wieś leży ok. 3 km na południe od Sulina, w pobliżu skrzyżowania dwóch dróg wojewódzkich: nr 160 i nr 151.